# Narvik (plaats)
Narvik is een gemeente in de provincie Nordland in Noorwegen die in 1902 stadsrechten verwierf. De stad telt 18.630 inwoners (2019). Met haar ligging op 68° noorderbreedte is ze, na het in Rusland iets noordelijker gelegen Moermansk, de noordelijkste stad in Europa met een spoorwegstation.

## Geschiedenis

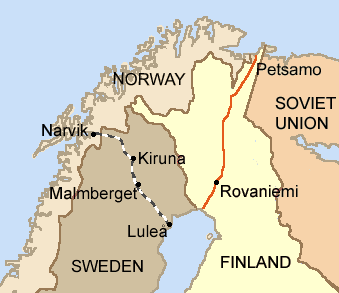
IJzererts wordt gedolven in Kiruna en Malmberget en per spoor naar de havens van Luleå en Narvik vervoerd.
(grenzen vanaf 1920–1940.)

De naam van Narvik komt van een boerderij, die op het grondgebied van de stad heeft gestaan.
Narvik was een speerpunt bij de Duitse invasie van Noorwegen in 1940. Vanuit Narvik kon ijzererts uit het neutrale Zweden vervoerd worden naar Duitsland.
De Engelse Royal Navy deed op 8 april 1940 voor het eerst een poging mijnen te leggen rond de haven van Narvik, maar de Duitsers vielen de volgende dag Denemarken en Noorwegen binnen en het leggen van mijnen werd gestaakt. De twee Duitse slagschepen Gneisenau en Scharnhorst konden de Britse vloot van bij Narvik weglokken, en daarmee lag de weg open voor tien Duitse torpedobootjagers om 2000 man bergtroepen in Narvik te landen. Twee verouderde Noorse schepen, de HNoMS Eidsvold en de HNoMS Norge, werden na een kort gevecht in de haven van Narvik tot zinken gebracht. De Engelse marine zond ook schepen naar Narvik, waaronder het slagschip HMS Warspite. Deze schepen vernietigden de Duitse torpedobootjagers en de Engelsen namen bezit van de kust in voorbereiding op een herovering.
Op 12 april werd de eerste groep soldaten naar Narvik gestuurd. De commandant van de aanvalsgroep, Generaal-majoor Mackesy dacht dat de kustverdediging van Narvik te sterk was voor een directe aanval en besloot in de buurt aan land te gaan en te wachten totdat de sneeuw zou smelten. Een bombardement door de marine was ook een optie, maar Mackesy wilde de Noren daar niet aan blootstellen.

## Stad
Door de ligging aan de Golfstroom in de Atlantische Oceaan is Narvik een prima duikgelegenheid. De stad geniet ook bekendheid als eindpunt van de Ertsspoorlijn (hier Ofotbanen genoemd), de spoorlijn van Luleå in Zweden waarover ijzererts vanuit Kiruna wordt vervoerd waarna het in Narvik wordt verscheept. De reden dat het erts in Narvik en niet in Luleå wordt verscheept is dat de Botnische Golf en delen van de Oostzee 's winters dichtvriezen en de Noorse kust dankzij de Golfstroom altijd ijsvrije havens heeft. Narvik is tijdens de Tweede Wereldoorlog dan ook regelmatig gebombardeerd door zowel de Geallieerden als de Duitsers om de haven te blokkeren dan wel vrij te houden voor vervoer van ijzererts naar Duitsland.

## Vervoer
Narvik is te bereiken middels:
- de trein; tussen Luleå - Kiruna - en Narvik rijden twee personentreinen per dag, een ervan is de rechtstreekse slaaptrein tussen Stockholm en Narvik;
- per bus; vanuit het noorden en zuiden verzorgen Noorse buslijnen verbindingen met andere plaatsen in de omgeving;
- per auto; Narvik ligt aan de E6 (langs de Noorse kust) en de E10 (Lofoten naar Luleå);
- enkele veerdiensten naar een van afgelegen dorpen in de omgeving; Narvik is een havenplaats voor de beroemde Hurtigruten;
- Narvik heeft ook een eigen vliegveld waar enkele passagiersvliegtuigen per dag vertrekken.

Vanuit Narvik is de overkant van de Rombaken (de plaatselijke fjord) te zien; deze fjord is echter zo diep, dat het lange tijd onmogelijk was een brug tussen beide punten aan te leggen en moet een hoogteverschil tussen beide oevers overbruggen; de oude brug ligt 8 km landinwaarts.

## Toerisme
Er is in Narvik een oorlogsmuseum (op de bodem van de fjord ligt de HMS Hunter (H35), op 5 maart 2008 met behulp van sonar teruggevonden) en het Zweedse toerismegebied rond het Torneträsk is vanuit Narvik makkelijk per auto en trein te bereiken.

## Geboren
- Per Willy Guttormsen (1942), schaatser
- Tor André Grenersen (1969), voetballer
- Fritz Aanes (1978), worstelaar
- Marit Røsberg Jacobsen (1994), handbalster
- Håkon Evjen (2000), voetballer